# Портрет Саввы Мамонтова
«Портрет Саввы Мамонтова» — картина Михаила Врубеля, посвящённая известному поклоннику искусств, меценату и крупному московскому промышленнику Савве Ивановичу Мамонтову.

## История создания
Михаил Врубель начал писать портреты учеников и знакомых, ещё будучи студентом петербургской академии искусств. Он автор нескольких автопортретов, а также очень удачных портретов иностранцев, но портрет Саввы Мамонтова 1897 года уникален.

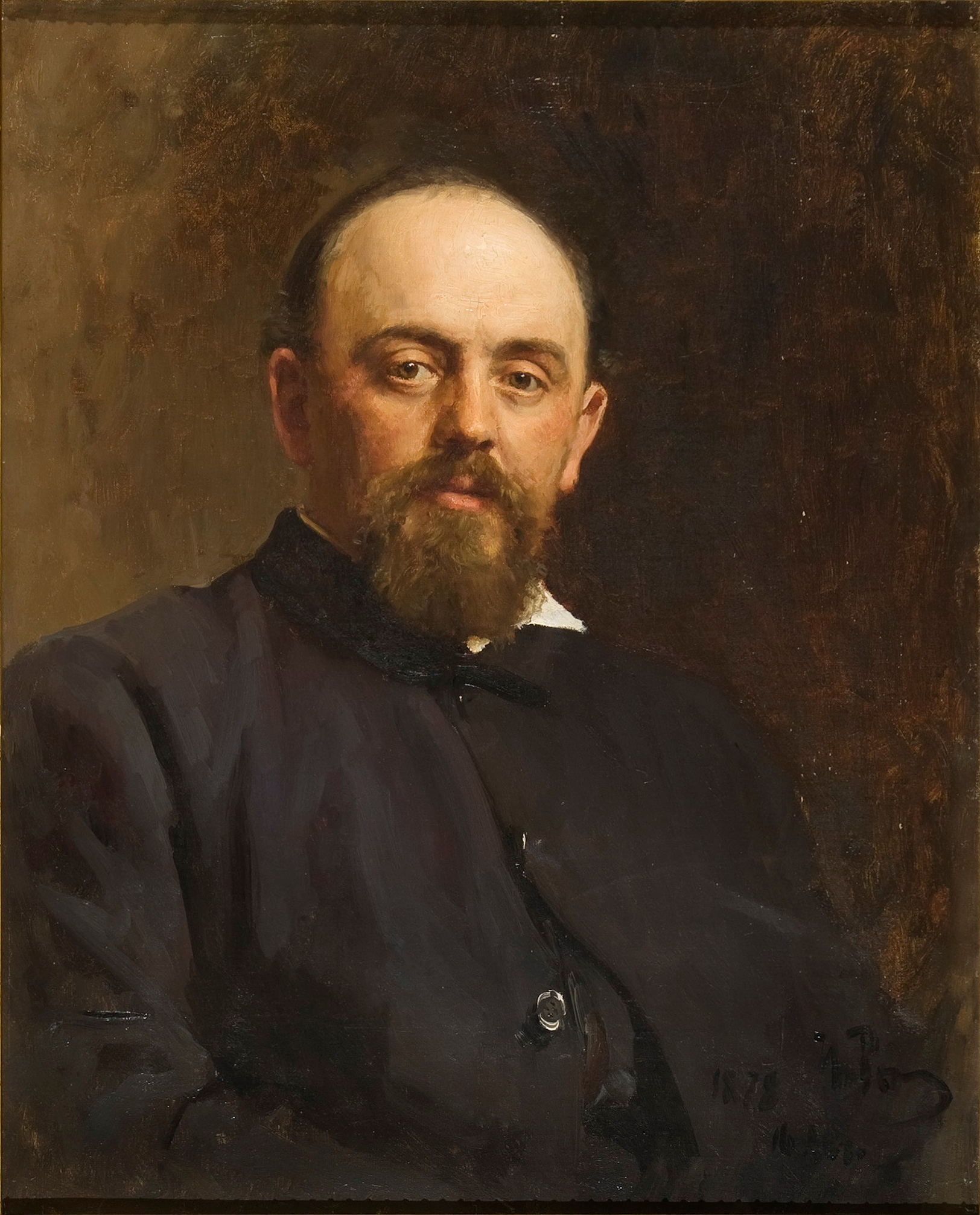
Мамонтов Ильи Репина (1878)
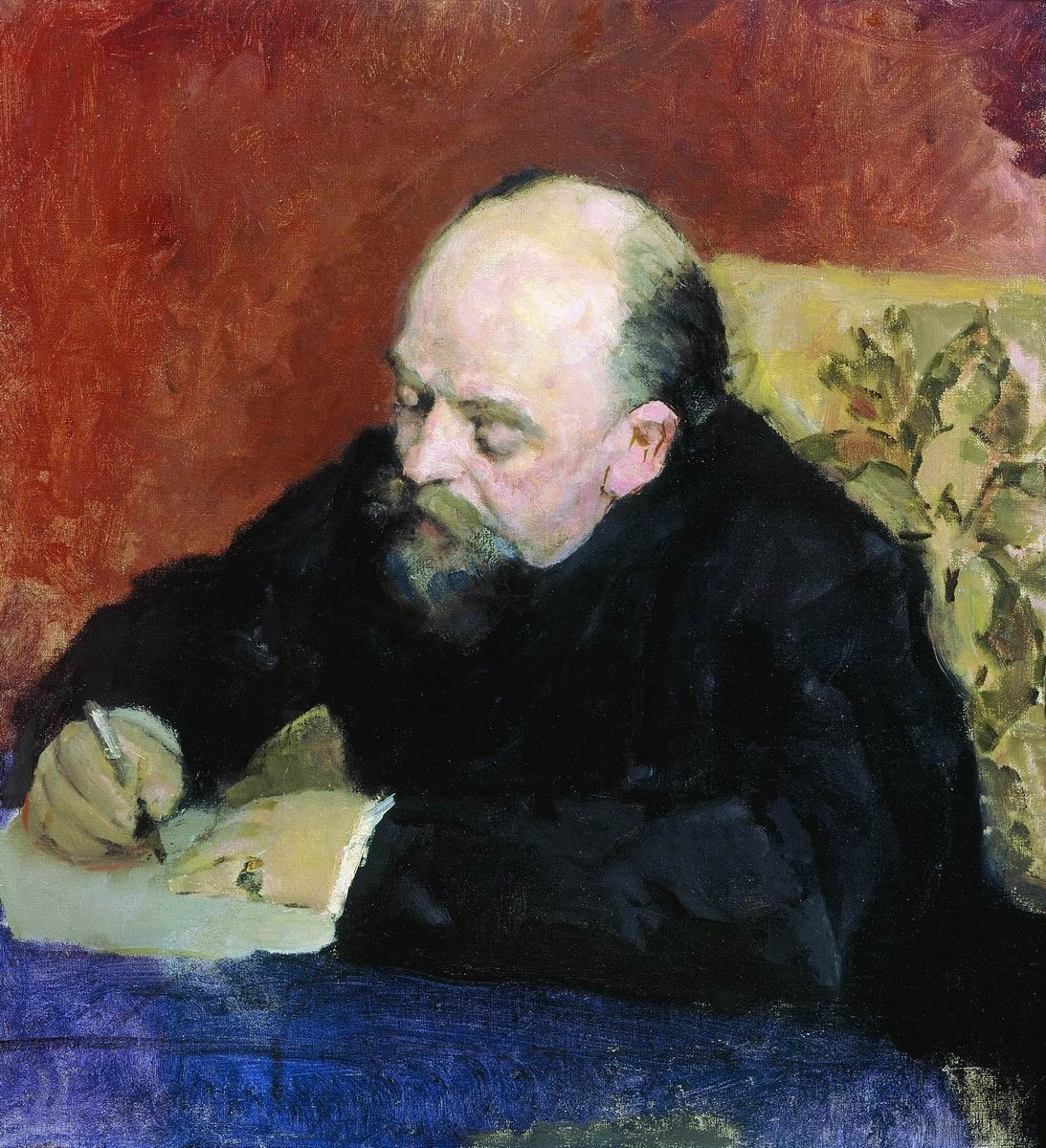
Савва Мамонтов работы Валентина Серова (1891)
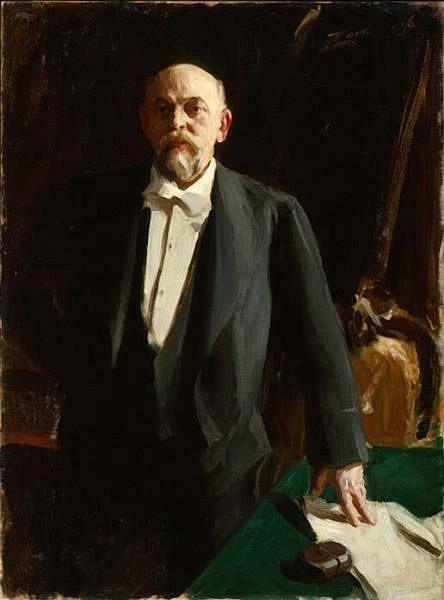
Савва Мамонтов Андерса Цорна (1896)

Савва Мамонтов позировал другим художникам. Сохранилось несколько портретов Ильи Репина 1878 и 1880 годов. Валентин Серов тоже сделал несколько (в том числе последний в Одессе). Впечатлённый виртуозным мастерством Андерса Цорна, Мамонтов позировал и ему.
В октябре 1889 года Врубель познакомился с Мамонтовым и стал частью творческого сообщества художников, которые окружали мецената. В декабре того же года он переехал в дом Мамонтова в Москве, где в кабинете, который также служил мастерской, создал картину «Демон сидящий». Врубель активно участвовал в деятельности Абрамцевского кружка, где он экспериментировал с майоликой в Абрамцевской гончарной мастерской. Он также оформлял спектакли в Московской частной русской опере, которую основал Мамонтов.
Картина, созданная художником, вызывала сильные эмоции. Мамонтов перевёз её из дома на Садово-Спасской в свою усадьбу на Бутырках, где продолжала работать керамическая мастерская, которую он перенёс из Абрамцева.
Автор был доволен своим творением, ведь он был очень требователен к своим работам. Портрет Мамонтова стал важной частью истории русского искусства, как одно из самых значительных произведений Врубеля и как выдающийся образец искусства русского символизма на рубеже веков.
Полотно поступило в Государственную Третьяковскую галерею из собрания М.П. Рябушинского в 1917 году.

## Описание
Картина известного покровителя Врубеля написана в интерьере, где Мамонтов изображён сидящим в кресле, скрестив колени. Несмотря на эти мирные элементы, эта картина символически подчёркивает борьбу между художественным темпераментом Врубеля и мощной личностью Мамонтова. На последнего, похоже, повлияло сообщение о серьёзных новостях. Похоже, он находится в сложной ситуации и пытается что-то выяснить для себя или, возможно, для всех. Черты его лица выражают необычное выражение. Он мог бы быть похож на Мефистофеля, но лицо его тогда было бы не от мира сего. Правда, трудно представить себе непринуждённый интерьерный портрет такого неординарного персонажа, как Мамонтов, написанного таким же неординарным художником, как Врубель.
Особая техника, использованная Врубелем, возвещает живопись грядущего века двадцатого. Лихорадочное оживление неодушевлённых вещей заставляет в его картинах исчезнуть различие между органическим и неорганическим, между телами и предметами. Дробление декора на геометрические единицы придаёт его произведениям декоративный характер. Мы можем рассматривать это как предвосхищение кубизма.